# Ewa Björling
Ewa Björling, née le 3 mai 1961 à Ekerö, est une dentiste et femme politique suédoise, membre du parti des Modérés.

## Biographie
Le Dr Björling est dentiste diplômée, titulaire d'un doctorat en médecine et professeur agrégé en virologie. Elle a travaillé auparavant au département de microbiologie, de biologie tumorale et cellulaire (MTC) du Karolinska Institutet à Solna.

### Ministre du commerce
Elle est ministre du Commerce extérieur de 2007 à 2014.
Mme Björling a pris ses fonctions de ministre suédoise du commerce le 12 septembre 2007.
Le 10 décembre 2012, Björling a menacé l'Union européenne d'une « guerre » si elle interdisait la vente de snus suédois dans l'Union, arguant que les cigarettes, plus nocives pour la santé que le snus, devraient également être interdites, ce qui n'avait pas du tout été inclus dans les discussions. Le 13 décembre 2012, lors d'une réunion à Bruxelles, en Belgique, le Premier ministre Fredrik Reinfeldt a déclaré que le mot « guerre » n'était pas un choix de mots approprié dans le contexte où l'Union européenne recevait le prix Nobel de la paix cette semaine-là.
Le 11 décembre 2012, le Parlement européen a approuvé la loi sur le brevet européen unitaire, dont Björling a été l'un des principaux promoteurs et développeurs.

### Autres fonctions
Mme Björling a été membre des conseils d'administration de l'Agence suédoise d'assurance sociale et de l'ASDI, membre adjoint du Conseil du génie génétique, présidente de la délégation suédoise à l'APEM (Assemblée parlementaire euro-méditerranéenne) et présidente du Conseil national pour la prévention du VIH.

### Vie privée
Mme Björling est mariée et a deux enfants.